# Stana
Stana (węg. Sztána) – wieś w Rumunii, w okręgu Sălaj, w gminie Almașu. W 2011 roku liczyła 144 mieszkańców.